# Galaxy Express 999
Galaxy Express 999 (яп. 銀河鉄道999 Гінга Тецудо: 999) — космічна опера, що складається з манґи Лейдзі Мацумото і декількох аніме-адаптацій, заснованих на ній. У 1978 році манга отримала премію Shogakukan, а знятий за нею аніме-фільм у 1981 році отримав гран-прі журналу «Animage». Згідно з опитуванням, проведеним у 2007 році Агентством у справах культури, займає 28-е місце серед кращих аніме всіх часів.

## Сюжет
Дія відбувається у світі майбутнього, де людство розділилося на дві частини. Мехарі, люди з механічними тілами, які не відчувають ні голоду, ні холоду, і здатні існувати хоч тисячу років, живуть у Мегаполісі — вкритому куполом ультрасучасному місті з усіма зручностями та штучним контролем клімату. Решта ж — бідняки, нездатні заробити на мехатіло, — змушені вести існування поза куполом, у важких умовах і без жодного захисту від мехарів, які часом полюють на людей просто заради забави.

## Персонажі
Тецуро Хосіно — бідний земний хлопчик, який став свідком смерті його матері від рук графа Мехи. Маючи передсмертне бажання його матері отримати тіло машини, Тецуро разом із Метель рушає на Galaxy Express 999.
Метель (Метеру) — один із головних героїв манґи, аніме та фільмів Galaxy Express 999 разом із Тецуро Хосіно. Її перша поява збігається з початком оповідання. Вона також з'являлася в інших історіях за участю персонажів Лейдзі Матусмото, таких як Кільце Нібелунга.